# Pavant
Pavant ist eine französische Gemeinde mit 755 Einwohnern (Stand: 1. Januar 2022) im Département Aisne in der Region Hauts-de-France (frühere Region: Picardie). Sie gehört zum Arrondissement Château-Thierry und zum Kanton Essômes-sur-Marne. Die Einwohner werden als Pavanais(es) bezeichnet.

## Geographie
Die Weinbau treibende Gemeinde (AOC Champagne) liegt am Südufer der Marne unterhalb Nogent-l’Artaud an der Grenze zum Département Seine-et-Marne. Nördlich schließt sich Charly-sur-Marne an, von dem Pavant im Westen eine Exklave abtrennt. Im Süden grenzt Pavant an Bassevelle. Durch die Gemeinde verlaufen die dem Tal der Marne folgende Bahnstrecke und die Départementsstraße D86, die Verbindung mit Charly-sur-Marne stellt die Départementsstraße D82 über eine Brücke über die Marne her. Nachbargemeinden von Pavant sind Charly-sur-Marne im Norden, Nogent-l’Artaud im Osten, Bassevelle im Süden sowie Citry im Westen.

## Geschichte
Der Ort wird 855 als Penvennum genannt. Das abgegangene Schloss wurde zur Zeit Ludwigs XIV. unter Leitung des Architekten Louis Le Vau errichtet.

### Bevölkerungsentwicklung
| Jahr                       | 1962 | 1968 | 1975 | 1982 | 1990 | 1999 | 2006 | 2014 | 2022 |
| Einwohner                  | 497  | 511  | 589  | 665  | 732  | 753  | 757  | 799  | 755  |
| Quellen: Cassini und INSEE |      |      |      |      |      |      |      |      |      |

## Sehenswürdigkeiten
- Kirche Saint-Bald mit einem romanischen Portal
- Taubenhaus (Ende des 15. Jahrhunderts)

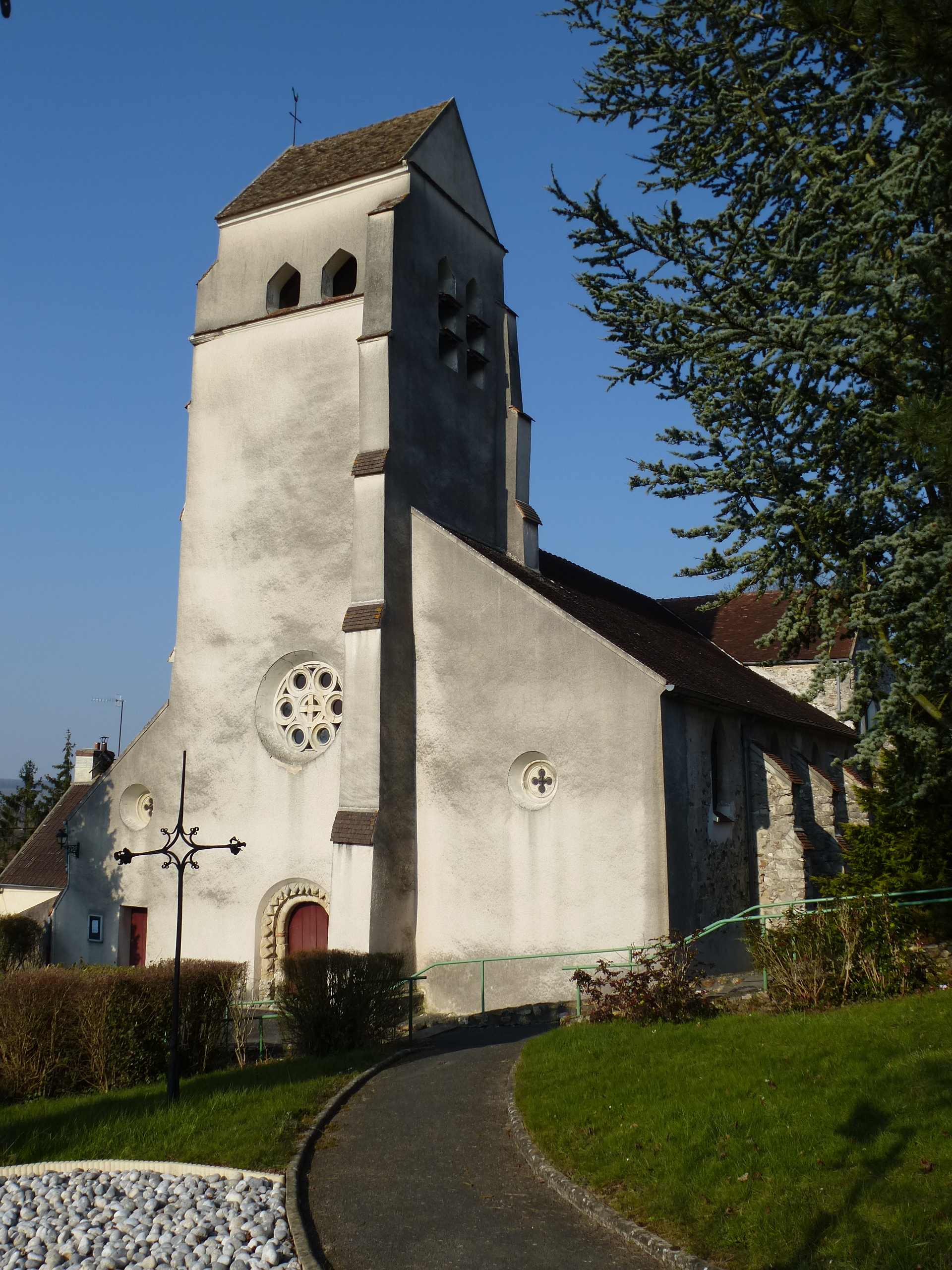
Kirche Saint-Bald

- Aqueduc de la Dhuis